# Max Berges
Max Ludwig Berges (* 19. November 1899 in Hamburg; † 4. Januar 1973 in North Hollywood) war ein deutscher Schauspieler, Hörspielsprecher, Dramaturg, Journalist und Schriftsteller.

## Leben und Wirken
Max Berges war ein Sohn des Mineralwasserfabrikanten Nathan Berges und dessen Ehefrau Johanna, geborene Goldstein. Er hatte zwei ältere Geschwister und wuchs in Hamburg auf. Von 1909 bis 1915 ging er auf die Oberrealschule in der Bogenstraße. Der Schauspieler Arthur Wehrlin erteilte ihm von 1916 bis 1917 Sprechunterricht. Während des Ersten Weltkriegs kämpfte Berges von 1917 bis 1918 an der Front und erhielt für seinen Einsatz das Eiserne Kreuz. 1924 nahm er die Aachener Schauspielerin und Lehrerin Anna Josephine Milde zur Frau. Das Ehepaar bekam keine Kinder.
In den frühen 1920er Jahren trat Berges als Schauspieler an Theatern in Neumünster, Kiel, Lübeck, Stolberg, Allenstein und Liegnitz auf. Bis 1935 wirkte er auch als Oberspielleiter und Dramaturg. Da er ab 1929 für einen längeren Zeitraum keine Engagements erhielt, verfasste er als freiberuflicher Journalist Artikel für das Hamburger Echo und die Magdeburger Volksstimme, die als sozialdemokratisch galten. Außerdem sprach er wiederholt für die Nordische Rundfunk AG. Berges gehörte dem Nordwestgau des Schutzverbands deutscher Schriftsteller an.
Da er jüdischen Glaubens und Sozialdemokrat war, verlor Berges nach der Machtergreifung sämtliche berufliche Perspektiven. Er konnte nur bei Veranstaltungen jüdischer Organisationen auftreten. Mit seinem Schauspielkollegen Will Kruszynski rief er die Fachschaft Künstler ins Leben, die später mit der Gemeinschaft Jüdischer Künstler fusionierte. Er wirkte als Schauspieler und Regisseur an einigen Theatern und übernahm im August 1935 letztmals eine Rolle in einem Einakter, der bei einer Veranstaltung des Kulturbunds Deutscher Juden in Hamburg gezeigt wurde.
Da ihnen Haft drohte, verließen Max und Anna Josephine Berges das Deutsche Reich im Oktober 1935. Sie reisten über Berlin nach Russland und Sibirien weiter ins chinesische Dairen. Dort setzten sie mit dem Schiff nach Shanghai über. Hier schrieb Max Berges den Roman „Cold Pogrom“, der von einer gut situierten, assimilierten jüdischen Familie handelt, deren Leben in Deutschland durch die Nationalsozialisten zerbrach. Später zog das Ehepaar weiter nach Hongkong und Manila. Max Berges schrieb mehrere Artikel für die Zeitung Aufbau, in denen er über die unangenehmen und unbekannten klimatischen und sozialen Bedingungen dieser Zeit und das Leben auf den Philippinen berichtete.
Mithilfe von Albert Einstein konnte das Ehepaar Berges 1938 in die USA einreisen. Die Jewish Publication Society verlegte hier 1939 Berges „Cold Pogrom“. 1940 zogen Max und Anna Josephine Berges nach Kalifornien, 1953 weiter nach North Hollywood. Max Berges arbeitete hier gelegentlich als Journalist, konnte jedoch nicht mehr künstlerisch tätig werden, worunter er sehr litt. Da Anna Josephine Berges arbeitsunfähig war, musste ihr Ehemann körperlich schwer als Packer und Lagerverwalter arbeiten. Anna Josephine Berges starb 1971. Der schwer erkrankte Max Berges brachte sich am 4. Januar 1973 selbst um.

## Werke (Auswahl)

### Belletristik
- Cold pogrom. Übersetzung aus dem Deutschen Benjamin R. Epstein. Philadelphia: Jewish Publication Society of America, 1939
- The Trial or Tanya Semonowa.
  - Das Girl von Shanghai : Roman. Übersetzung Hansheinz Werner. Rosenheim: Meister, 1959

### Hörspiele
- 1926: Knut Hamsun: Spiel des Lebens (Schiffer Reiersen) – Regie: Nicht angegeben (Sendespiel – NORAG)
- 1926: William Shakespeare: Was ihr wollt (Curio, Edelmann in des Herzogs Diensten) – Regie: Hermann Beyer (Sendespiel – NORAG)
- 1926: Gerdt von Bassewitz: Peterchens Mondfahrt (Das Pfefferkuchenmännchen) – Regie: Hermann Beyer (Sendespiel – NORAG)
- 1927: Leo Kastner, Hans Lorenz: Wo die Schwalben nisten (Lakal) – Regie: Hermann Beyer (Sendespiel – NORAG)
- 1927: Friedrich Schiller: Turandot. Prinzessin von China (Brigela, Hauptmann der Wache) – Regie: Harald Röbbeling (Sendespiel – NORAG)
- 1927: Friedrich Schiller: Maria Stuart (Offizier der Leibwache) – Regie: Hans Bodenstedt (Sendespiel – NORAG)
- 1927: Franz Werfel: Juarez und Maximilian (Leonardo Marquez, mexikanischer General im Dienste der Monarchie) – Regie: Hans Bodenstedt (Sendespiel – NORAG)
- 1927: Adolph L’Arronge: Hasemanns Töchter (Lehmann, Schlossergeselle) – Regie: Hermann Beyer (Sendespiel – NORAG)
- 1927: Johann Nestroy: Der böse Geist Lumpazivagabundus oder Das liederliche Kleeblatt (Ein Hausierer) – Regie: Hermann Beyer (Sendespiel – NORAG)
- 1927: Ludwig Anzengruber: Die Kreuzelschreiber (Martin) – Regie: Harald Röbbeling (Sendespiel – NORAG)
- 1928: Lew Tolstoi: Der lebende Leichnam (Petruschin, Fedjas Advokat) – Regie: Hermann Beyer (Sendespiel – NORAG)
- 1928: Emil Rosenow: Kater Lampe (1. Schnitzer) – Regie: Karl Pündter (Sendespiel – NORAG)
- 1928: Carl Rössler: Die fünf Frankfurter (Der Kabinettsrat Yssel) – Regie: Karl Pündter (Sendespiel – NORAG)
- 1928: Franz von Pocci: Dornröslein (Ein Herold) – Regie: Nicht angegeben (Sendespiel – NORAG)
- 1928: Friedrich Schiller: Wallensteins Lager (Soldatenschulmeister) – Regie: Hans Bodenstedt (Sendespiel – NORAG)
- 1929: Kurt Küchler: Sommerspuk (Werner, Mitglied der Sängerschaft „Markomannia“) – Regie: Hans Bodenstedt (Sendespiel – NORAG)
- 1929:Hansjürgen Wille, N. N.: Das Puppenspiel vom Doktor Faust (Vitzliputzli) – Regie: Hans Bodenstedt (Original-Hörspiel – NORAG)
- 1929: Otto Alfred Palitzsch: Etagenhaus (Knarrende Stimme) – Regie: Nicht angegeben (Originalhörspiel – NORAG)
- 1929: Justus Leo: Die tiefe Nacht (Der Geschäftsführer des Hotels Cecily) – Regie: Hans Freundt (Originalhörspiel – NORAG)

Alle Hörspiele wurden als Livesendung ohne Aufzeichnung gesendet.
Quelle: ARD-Hörspieldatenbank